# Letland op het Eurovisiesongfestival 2014

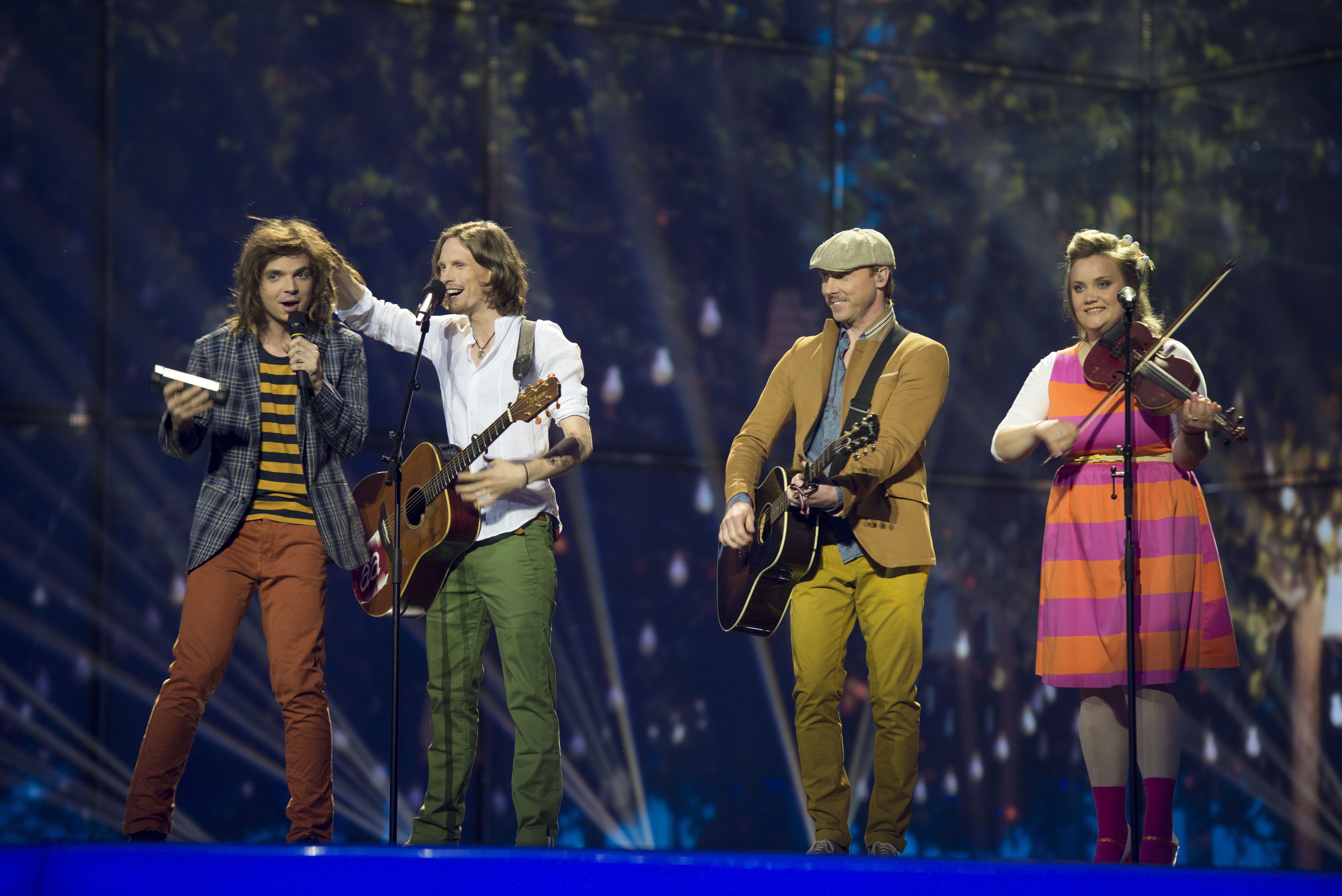
Aarzemnieki wist zich niet te plaatsen voor de finale van het Eurovisiesongfestival 2014

Letland nam deel aan het Eurovisiesongfestival 2014 in Kopenhagen, Denemarken. Het was de 15de deelname van het land op het Eurovisiesongfestival. LTV was verantwoordelijk voor de Letse bijdrage voor de editie van 2014.

## Selectieprocedure
De Letse openbare omroep startte de inschrijvingen voor Dziesma op 1 oktober 2013. Geïnteresseerden kregen tot 20 november de tijd om een inzending in te sturen. Zowel artiesten als componisten moesten over de Letse nationaliteit beschikken. Er werden in totaal 73 nummers ontvangen, 49 minder dan het voorgaande jaar. Een interne jury koos vervolgens 24 acts die mochten aantreden in Dziesma 2014. Op 2 december 2013 werden de 24 gelukkigen bekendgemaakt door LTV.
Er werden twee halve finales georganiseerd op 1 en 2 februari, en dit telkens in Palladium Rīga, in de Letse hoofdstad Riga. Van de twaalf deelnemers kwalificeerde telkens de helft zich voor de grote finale. Die finale volgde op zaterdag 22 februari 2014, live vanuit het Ventspils Theatre House te Ventspils. Ook in 2012 en in 2013 vond de finale plaats in Ventspils. Tijdens de grote finale werden eerst drie superfinalisten gekozen, waarna er een nieuwe stemronde werd georganiseerd om te Letse kandidaat voor Kopenhagen te bepalen. Een vakjury en de televoters stonden elk in voor de helft van de punten.
Uiteindelijk ging Aarzemnieki met het nummer Cake to bake met de eindzege aan de haal. Opvallend was dat tijdens de eerste fase van de finale Dons zowel bij de vakjury als bij de kijkers de voorkeur genoot, maar Aarzemnieki tijdens de superfinale nipt meer publieksstemmen wist te vergaren. Ondanks het feit dat de vakjury wederom Dons verkoos, won Aarzemnieki Dziesma 2014, aangezien het reglement voorschreef dat bij een ex aequo de act won die de voorkeur kreeg van het publiek.

## Dziesma 2014

### Eerste halve finale
1 februari 2014
| Volgorde | Artiest                    | Lied              |
| -------- | -------------------------- | ----------------- |
| 1        | DJ Dween & Sabīne Berezina | Dejo tā           |
| 2        | Crazy Dolls                | Bučas             |
| 3        | Tamara Rutkovska           | I'm happy         |
| 4        | Niko                       | Here I am again   |
| 5        | Ivo Grīsniņš Grīslis       | I've got          |
| 6        | Aarzemnieki                | Cake to bake      |
| 7        | Oskars Deigelis            | Just stop         |
| 8        | Samanta Tīna               | Stay              |
| 9        | MyRadiantU                 | Going all the way |
| 10       | Aminata Savadogo           | I can breathe     |
| 11       | Dāvis Matskins             | I need more       |
| 12       | Olga & Līgo                | Saule riet        |

### Tweede halve finale
2 februari 2014
| Volgorde | Artiest                      | Lied                  |
| -------- | ---------------------------- | --------------------- |
| 1        | Ralfs Eilands & Valters Pūce | Revelation            |
| 2        | Katrine Lukins               | You are the reason    |
| 3        | Mad Show Boys                | I need a soul-twin    |
| 4        | Markus Riva                  | Lights on             |
| 5        | Anete Volmane                | Breathe slow          |
| 6        | UK                           | What if it was        |
| 7        | Katrīna Bindere              | Moment and tomorrow   |
| 8        | Andris Kivičs                | Pa vidu tu            |
| 9        | Dons                         | Pēdējā vēstule        |
| 10       | Sabīne Vidriķe               | Is it possible        |
| 11       | Sabīne Berezina              | Pressure              |
| 12       | Eirošmits                    | If I could (get away) |

### Finale
22 februari 2014
| Plaats | Artiest                      | Lied                  | Jury | Publiek | Totaal |
| ------ | ---------------------------- | --------------------- | ---- | ------- | ------ |
| 1      | Dons                         | Pēdējā vēstule        | 2    | 1       | 3      |
| 2      | Aarzemnieki                  | Cake to bake          | 4    | 2       | 6      |
| 3      | Samanta Tīna                 | Stay                  | 5    | 4       | 9      |
| 4      | Ralfs Eilands & Valters Pūce | Revelation            | 1    | 8       | 9      |
| 5      | Aminata Savadogo             | I can breathe         | 3    | 7       | 10     |
| 6      | Olga & Līgo                  | Saule riet            | 9    | 3       | 12     |
| 7      | Katrīna Bindere              | Moment and tomorrow   | 7    | 5       | 12     |
| 8      | MyRadiantU                   | Going all the way     | 6    | 9       | 15     |
| 9      | Niko                         | Here I am again       | 11   | 6       | 17     |
| 10     | Eirošmits                    | If I could (get away) | 8    | 11      | 19     |
| 11     | Markus Riva                  | Lights on             | 10   | 10      | 20     |
| 12     | Katrine Lukins               | You are the reason    | 12   | 12      | 24     |

Superfinale
| Plaats | Artiest      | Lied           | Jury | Publiek | Totaal |
| ------ | ------------ | -------------- | ---- | ------- | ------ |
| 1      | Aarzemnieki  | Cake to bake   | 2    | 1       | 3      |
| 2      | Dons         | Pēdējā vēstule | 1    | 2       | 3      |
| 3      | Samanta Tīna | Stay           | 3    | 3       | 6      |

## In Kopenhagen
Letland moest in Kopenhagen eerst aantreden in de eerste halve finale, op dinsdag 6 mei. Aarzemnieki trad als tweede van zestien acts op, na Aram MP3 uit Armenië en net voor Tanja uit Estland. Bij het openen van de enveloppen bleek dat Letland zich niet had weten te plaatsen voor de finale. Na afloop van de finale werd duidelijk dat Aarzemnieki op de dertiende plaats was geëindigd in de eerste halve finale, met 33 punten. Het was voor het zesde jaar op rij dat Letland zich niet wist te plaatsen voor de finale van het Eurovisiesongfestival.